# Karafawyana
Karafawyana, também grafado Karafawyána ou Karapawyana, também conhecidos como Repeworiworimó, é uma etnia indígena conhecida pela denominação genérica de Wai Wai ou Uaiuai. Vivem isolados na Terra Indígena Trombetas / Mapuera, no Sudeste do estado brasileiro de Roraima, Nordeste do Amazonas e Noroeste do Pará, com a dimensão de 3.970.418 hectares, homologada em 2009.
Seu idioma é o Waiwai, Hixkariana, da família linguística Karib. E sua população estimada é de 40 a 50 indivíduos.

## História
O território tradicional dos Karapawyana era a margem esquerda do rio Jatapuzinho. Por cerca de 30 anos (de 1942 aos anos 1970), houve um posto de atração do SPI naquela região. Foi abandonado quando os indígenas se mudaram.
Em 1981, alguns Waiwai da aldeia de Mapuera encontraram os Karapawyana nas cabeceiras do Igarapé Yukutu e do rio Kikwo. Dentre os 22 que mantiveram contato posterior, seis morreram de gripe e malária, e os demais permaneceram na aldeia de Cobra e se casaram com Waiwai e Yekuana.